# 北京国家体育館
北京国家体育館（北京国家体育馆）は、中国、北京のオリンピック公園内にある屋内競技場である。2008年北京オリンピックでは体操の体操競技とトランポリン、ハンドボールの一部、2022年北京オリンピックではアイスホッケーが行われた。

## 歴史
2005年5月30日に着工し、こけら落としは2007年11月の体操競技プレ大会。収容人数は18,000名。2023年12月にはISUグランプリファイナルが当地で開催された。